# Konrad I. von Valley
Konrad I. von Valley (auch von Scheyern-Dachau-Valley) († um 1175) war ein Sohn von Otto I. von Dachau-Valley. Seine Mutter war Adelheid von Weilheim.
Um das Jahr 1140 vermachte Graf Konrad I. von Valley seinen ganzen Besitz zu Ilmungeshofen „zu seinem und seiner Eltern Seelenheil“ dem Kloster Schäftlarn. Weil die Fläche dieser Schenkung nur als Weideland benutzt werden konnte, machte das Kloster daraus einen Viehhof, also eine Schwaige, die nach dem heiligen Georg St. Georgenschwaige genannt wurde.

## Familie
Konrad heiratete Agnes von Morit-Greifenstein, Tochter des Grafen Arnold von Greifenstein. Aus der Ehe gingen vier Kinder hervor:
- Otto II. von Valley († 1172)
- Konrad II. von Valley († 1198)
- Luitgard von Valley
- Mathilde von Valley
  - 1⚭ Siegfried II. von Lebenau
  - 2⚭ Heinrich I. von Trixen

## Gedenken
In Münchener Bezirksteil Milbertshofen gibt es seit 1913 die nach Konrad I. von Valley benannte Graf-Konrad-Straße.